# Lencsés Lajos
Lencsés Lajos (Dorog, 1943. január 18. –) magyar zenész, oboista.

## Életpályája
Zenei tanulmányait a Bartók Béla Konzervatóriumban és a budapesti Zeneakadémián kezdte, majd a párizsi Conservatoire National Supérieur de Musique et de Danse-ban folytatta Étienne Baudo osztályában, és Pierre Pierlot nyári akadémiáján vett részt Nizzában. 1968-ban megnyerte a Genfi Nemzetközi Zenei Előadói Versenyt, majd 1971-ben a Stuttgarti Rádió Szimfonikus Zenekarának első oboaművészévé nevezték ki, ami megalapozta szólókarrierjét. Emellett oboán és angolkürtön is játszik.
Sergiu Celibidache, Karl Münchinger, Sir Neville Marriner, Christoph Eschenbach és Jean-Pierre Rampal koncert- és kamarazenészeként számos országban, Európában, az Egyesült Államokban és Japánban is meghívták mesterkurzusok megtartására.
Lemezfelvételi tevékenysége jelentős: több mint 50 felvételt készített. Richard Strauss, Francis Poulenc, Benjamin Britten, Domenico Cimarosa, Antonio Pasculli… legfontosabb művei a hangszerre, de kevésbé ismert versenyművek és szonáták is, különösen a 20. századból: Charles Koechlin, Guy Ropartz, Henri Dutilleux, Nino Rota, Johannes Wenzeslaus Kalliwoda… Olyan magyar zeneszerzőknek is bajnoka, mint Balassa Sándor, Hidas Frigyes és Soproni József. Mindez hozzájárult az oboa repertoárjának megújulásához. Számos felvételét díjazták (Diapason d'Or 1990, "Choc" du Monde de la Musique, stb.). Repertoárja a barokktól a kortárs zenéig terjed.

## Lemezei
- Farkas Ferenc: Aria e Rondo all'ungherese (1993)
- Salieri, Antonio: Concerto for Oboe, Violin and Cello in D major - Concerto for Flute and Oboe in C major - Sinfonia, "La Veneziana" (1995)
- Bach, J. Ch.: Sinfonie Concertanti, Vol. 4 (1997)
- Barber, Samuel: Capricorn Concerto - Serenade Op.1 - Foote, Arthur: Air and Gavotte - Suite in E major (2000)
- Dittersdorf, Carl Ditters von: Oboaversenyek (2002)
- Holst, Gustav: St. Paul's Suite - A Fugal Concerto - Britten, Benjamin: Simple Symphony - Walton, William: 2 Pieces for Strings (2002)
- Saltus Hungaricus (2003)
- Classic Moods (2004)
- Sunset Classics (2004)
- Albinoni, Thomaso: Concertos Opp.5, 7 and 9 (2005)
- Druschetzky, Georg: Zeneművek üstdobra és zenekarra (2005)
- Haydn, Joseph: Symphonies, Concertos, String Quartets, The Creation (Masterpieces) (2006)
- Pleyel, Ignace Joseph: Vonósok és fúvósok (2008)
- Bach, Johann Christian: Symphonie concertanti (2009)
- Vaughan Williams, Ralph: 10 Blake Songs - Oboe Concerto in A minor - Household Music - Fantasia on a Theme by Thomas Tallis (2009)
- Christmas Meditation (2010)
- Fasch, Johann Friedrich: Overtures / Concertos (2011)
- Salieri, Antonio: Sinfonia "La Veneziana" - Concertos (2011)
- Hyperion sorsdala (2015)

## Díjai
- A Magyar Érdemrend lovagkeresztje (2003)
- A Magyar Érdemrend tisztikeresztje (2004)[2]

## Fordítás
- Ez a szócikk részben vagy egészben  a   Lajos Lencsés című francia Wikipédia-szócikk ezen változatának fordításán alapul.  Az eredeti cikk szerkesztőit annak laptörténete sorolja fel. Ez a jelzés csupán a megfogalmazás eredetét és a szerzői jogokat jelzi, nem szolgál a cikkben szereplő információk forrásmegjelöléseként.